# Charles Lyon-Caen
Pour les autres membres de la famille, voir Famille Lyon-Caen.
Pour les articles homonymes, voir Lyon (homonymie) et Caen (homonymie).
Charles-Léon Lyon-Caen, né le 25 décembre 1843 à Paris et mort le 17 septembre 1935 à Fontainebleau, est un juriste français.

## Biographie

### Jeunesse et études
Charles Lyon-Caen est docteur en droit en 1866, puis agrégé de droit en 1867.

### Parcours professionnel
Une fois reçu à l'agrégation, Lyon-Caen est nommé professeur de droit à la faculté de droit de Nancy, puis de Paris en 1872. Il enseigne également à l'École libre des sciences politiques, où il dispense un cours traitant du droit commercial et du droit maritime. Parallèlement, il donne des cours à l'École des hautes études commerciales. Il devient l'assesseur du doyen en 1901, puis doyen de la faculté de droit de Paris en 1906.
Il devient président du comité juridique de la Banque de France, du comité du contentieux du Ministère des Finances, du comité de législation commerciale au ministère du Commerce et de l’Industrie, et de la Commission technique de l'Office national de la propriété industrielle.
Lyon-Caen est élu membre de l'Académie des sciences morales et politiques en 1893, dont il devient président en de la section de législation, droit public et jurisprudence en 1905 et secrétaire perpétuel en 1918. Il est également président de la Société de législation comparée, de la Société d'études législatives, de l'Institut de Droit international, du Curatorium de l'Académie de droit international de La Haye et de la section des sciences économiques et sociales du Comité des travaux historiques et scientifiques, ainsi que membre de l'Académie royale des sciences, des lettres et des beaux-arts de Belgique, de la British Academy et de l'American Society of International Law (en).
Marié à Louise Marguerite May, il est le père de Léon Lyon-Caen.

## Publications
- De l’action « familiae erciscundae », en droit romain. Des partages d’ascendants, en droit français (1866)
- De la condition légale des sociétés étrangères en France (1870)
- Analyse d'un projet de loi sur l'acquisition et la perte de la nationalité fédérale et de la nationalité d'État dans la confédération de l'Allemagne du Nord (1871)
- Examen doctrinal. De la jurisprudence commerciale et industrielle en 1789 et 1880 (1881)
- Étude sur le divorce en Autriche (1882)
- Étude de droit international privé maritime (1883)
- La Convention littéraire et artistique du 19 avril 1883 conclue entre la France et l'Allemagne (1884)
- Précis de droit commercial (2 vol., en collaboration avec Louis Renault, 1879-1885)
- Dictionnaire de législation comparée. Droit commercial et droit industriel. Projet de nomenclature (1887)
- De l’agrégation des Facultés de droit, 1889 (1906)
- Lois françaises et étrangères sur la propriété littéraire et artistique (3 vol., en collaboration avec Paul Delalain, 1889-1896)
- Traité de droit commercial (8 vol., en collaboration avec Louis Renault, 1889-1899, 1906-1914)
- Recueil de documents sur la prévoyance sociale (1909)
- Notice sur la vie et les travaux de Gustave Ador (1929)
- Notice sur la vie et les travaux de Cormenin (1788-1868) (1930)

## Sources
- Charles de Franqueville, Le premier siècle de l'Institut de France, 25 octobre 1795-25 octobre 1895, 1895
- Notices biographiques et bibliographiques. Membres titulaires et libres, associés étrangers (1er juillet 1930), Paris, Académie des sciences morales et politiques, 1930
- François Albert-Buisson, Notice sur la vie et les travaux de Charles Lyon-Caen, 1936